# Aprostocetus polychromus
Aprostocetus polychromus är en stekelart som först beskrevs av Alan Parkhurst Dodd 1917.  Aprostocetus polychromus ingår i släktet Aprostocetus och familjen finglanssteklar. Inga underarter finns listade i Catalogue of Life.